# ثلاثي معضلة لويس
ثلاثي معضلة لويس هي حجة تهدف إلى إثبات ألوهية يسوع. وقد عممها سي. إس. لويس في إذاعة راديو بي بي سي وفي مكتوباته. وتتلخص المعضلة بثلاثة خيارات: مجنون، أو كاذب، أو رب.

## تاريخ
ذكرت الحجة بأشكال متنوعة في القرن التاسع عشر. وقد استخدمها الواعظ الأمريكي مارك هوبكينز في كتابه محاضرات عن الدلائل على المسيحية (1846)، بناءً على المحاضرات التي ألقاها في 1844. كما استخدمها الواعظ الإسكتلندي «الحاخام» جون دانكن حوالي 1859-1860. فقال:
إما خدع المسيح الناس بالغش المتعمد، أو كان هو مخدوعاً، أو كان إلهياً. لا بد من ثلاثي المعضلة هذه. انها محتومة.

## صيغة لويس
كان لويس مؤرخاً للعصور الوسطى، وكاتبًا مشهورًا، وعالمًا في الاعتذاريات المسيحية. وقد عمم حجة ثلاثي المعضلة في مسلسل محادثات راديو بي بي سي تم نشره لاحقاً في كتاب المسيحية المجردة.

إنني أحاول هنا أن أمنع أي شخص من قول الشيء السخيف جداً الذي يقوله الكثيرون عنه: أنا مستعد لقبول يسوع كمعلم أخلاقي كبير، ولكني لا أقبل مزاعم كونه الله. هذا هو الشيء الذي لا يجب أن نقوله. فلو قال رجل مجرد الأشياء التي قالها يسوع، لما كان معلماً أخلاقياً كبيراً. إما إنه مجنون، وعلى صعيد الرجل الذي يقول إنه بيضة مسلوقة، أو إنه الشيطان من الجحيم. يجب أن تختار. إما كان هذا الرجل (كما أنه الآن) ابن الله، أو كان مجنوناً أو شيئاً أسوأ. وتستطيع أن تسكته كأحمق، أو تبصق في وجهه كعفريت أو تسجد أمامه وتدعوه الرب والله، ولكن دعنا لا نجيء بأي خزعبلات سخرية حول كونه معلم إنساني كبير. فلم يترك ذلك الباب مفتوحًا أمامنا، ولم يقصد ذلك. ...فيبدو من الواضح لي أنه لم يكن مجنوناً ولا عفريتاً: ومن ثم، وعلى أنه قد يبدو غريباً أو مرعباً أو مستبعداً، أنا يجب أن أقبل فكرة كونه الله.

تستند ثلاثي معضلة لويس إلى فكرة أن يسوع في أقواله وأفعاله كان يزعم أن يكون الله. فمثلاً، في المسيحية المجردة، يشير لويس إلى ما يقول إنه مزاعم يسوع:
- له سلطة غفران الخطايا (فيتصرف وكأنه المهان الرئيسي في كل إهانات)
- إنه الكائن الأزلي
- إنه يعتزم أن يعود للحكم على العالم في نهاية الزمن.

يقول لويس إن هذه المزاعم تستبعد بشكل منطقي إمكانية كون يسوع «معلم أخلاقي عظيم»، لأنه يعتقد أن كل من يردد مثل هذه المزاعم لا يمكن أن يكون موثوقاً فيه من ناحية الأخلاق أو العقلانية، ما لم يكن الله. وفي أماكن أخرى، يشير لويس إلى هذه الحجة بعبارة «أوت ديوس أوت مالوس هومو» («إما الله أو إنسان سيئ»)، ما يشير إلى حجة سابقة أدلى بها هنري باري لدون في 1866.